# Gianfranco Leoncini
Gianfranco Leoncini (Roma, 25 settembre 1939 – Chivasso, 5 aprile 2019) è stato un calciatore e allenatore di calcio italiano, di ruolo mediano o terzino sinistro.

## Biografia
Nato a Roma, la sua famiglia era originaria di Piani Poggio Fidoni, nei pressi di Rieti.
Contrasse la leucemia nel corso degli anni 1980, riuscendo a guarirne completamente; al riguardo venne interrogato dal magistrato Raffaele Guariniello nel corso della sua indagine sulle malattie, in particolare la sclerosi laterale amiotrofica, diagnosticata a vari ex calciatori.
È morto nel 2019, all'età di 79 anni, all'ospedale di Chivasso dove era ricoverato da tempo.

## Carriera

### Giocatore

#### Club

Leoncini all'Atalanta nella prima metà degli anni 1970

Ha legato la gran parte della carriera alla Juventus, dove ha giocato per dodici stagioni nei ruoli di mediano e terzino sinistro. Ha poi terminato la carriera nell'Atalanta, dove ha militato per tre anni, inframezzati da una stagione nel Mantova.

#### Nazionale
È stato convocato per la prima volta nella nazionale il 22 giugno 1966, in Italia-Argentina (3-0), dove ha fatto il suo esordio venendo espulso nell'ultimo minuto. Successivamente ha fatto parte della rosa azzurra che ha partecipato al campionato del mondo 1966 in Inghilterra.

### Allenatore
Al termine dell'attività agonistica, nelle ultime 3 partite della stagione 1975-1976 è subentrato al dimissionario Giancarlo Cadè sulla panchina dell'Atalanta, in Serie B, riuscendo a salvare la squadra orobica dalla retrocessione con 3 vittorie in altrettanti incontri.

## Statistiche

### Cronologia presenze e reti in nazionale
| Cronologia completa delle presenze e delle reti in nazionale ― Italia | Cronologia completa delle presenze e delle reti in nazionale ― Italia | Cronologia completa delle presenze e delle reti in nazionale ― Italia | Cronologia completa delle presenze e delle reti in nazionale ― Italia | Cronologia completa delle presenze e delle reti in nazionale ― Italia | Cronologia completa delle presenze e delle reti in nazionale ― Italia | Cronologia completa delle presenze e delle reti in nazionale ― Italia | Cronologia completa delle presenze e delle reti in nazionale ― Italia |
| Data                                                                  | Città                                                                 | In casa                                                               | Risultato                                                             | Ospiti                                                                | Competizione                                                          | Reti                                                                  | Note                                                                  |
| --------------------------------------------------------------------- | --------------------------------------------------------------------- | --------------------------------------------------------------------- | --------------------------------------------------------------------- | --------------------------------------------------------------------- | --------------------------------------------------------------------- | --------------------------------------------------------------------- | --------------------------------------------------------------------- |
| 22-6-1966                                                             | Torino                                                                | Italia                                                                | 3 – 0                                                                 | Argentina                                                             | Amichevole                                                            | -                                                                     |                                                                       |
| 16-7-1966                                                             | Sunderland                                                            | Unione Sovietica                                                      | 1 – 0                                                                 | Italia                                                                | Mondiali 1966 - 1º turno                                              | -                                                                     |                                                                       |
| Totale                                                                |                                                                       | Presenze                                                              | 2                                                                     |                                                                       | Reti                                                                  | 0                                                                     |                                                                       |

## Palmarès

### Giocatore

#### Club
- Coppa Italia: 3

Juventus: 1958-1959, 1959-1960, 1964-1965
- Campionato italiano: 3

Juventus: 1959-1960, 1960-1961, 1966-1967